# Samuel Goldwyn Theater
Samuel Goldwyn Theatre – kino w Beverly Hills w stanie Kalifornia, zaprojektowane specjalnie do prezentacji filmów z maksymalną dokładnością techniczną i z najnowocześniejszym sprzętem projekcyjnym, a także z systemem dźwiękowym. Znajduje się przy 8949 Wilshire Boulevard. Jego pojemność wynosi 1010 miejsc. Nazwany na cześć Samuela Goldwyna. Jest miejscem, gdzie Amerykańska Akademia Sztuki i Wiedzy Filmowej (AMPAS) ogłasza nominacje do Oscarów.